# Acid hexafluorosilicic
Acidul hexafluorosilicic este un compus anorganic cu formula H2SiF6 sau (H
3O)
2SiF
6 (pentru forma hidratată, de asemenea scrisă și (H
3O)
2[SiF
6]). Este un lichid incolor, mai rar întâlnit în formă concentrată. Are un miros înțepător și este produs în natură în vulcani. Sărurile acestui acid se numesc hexafluorosilicați.